# Biathlon na Zimowych Igrzyskach Azjatyckich 1990
Biathlon na Zimowych Igrzyskach Azjatyckich 1990 był rozgrywany 10 marca, 11 marca i 12 marca 1990 roku.
W zawodach tej dyscypliny brali udział wyłącznie mężczyźni.

## Wyniki

### sprint (10 km)
| M | Państwo | Zawodnik       |
| - | ------- | -------------- |
| 1 | Chiny   | Wang Weiyi     |
| 2 | Japonia | Misao Kodate   |
| 3 | Japonia | Atsushi Kazama |

### bieg pościgowy (12,5 km)
| M | Państwo | Zawodnik         |
| - | ------- | ---------------- |
| 1 | Chiny   | Song Wenbin      |
| 2 | Japonia | Akihiro Takizawa |
| 3 | Chiny   | Wang Weiyi       |

### sztafeta (4 × 7,5 km)
| M | Państwo          | Drużyna                  |
| - | ---------------- | ------------------------ |
| 1 | Japonia          | Japonia                  |
| 2 | Chiny            | Chińska Republika Ludowa |
| 3 | Korea Południowa | Korea Południowa         |

## Tabela medalowa
| Lp. | Państwo          | Złoty medal | Srebrny medal | Brązowy medal | W sumie |
| 1   | Chiny            | 2           | 1             | 1             | 4       |
| 2   | Japonia          | 1           | 2             | 1             | 4       |
| 3   | Korea Południowa | 0           | 0             | 1             | 1       |

     (państwo-gospodarz)